# Kim Adis
Kim Adis (* 10. Januar 1993 in Cebu City) ist eine philippinisch-britische Schauspielerin.

## Leben und Karriere
Adis wurde am 10. Januar 1993 in Cebu City geboren. Im Alter von acht Jahren zog sie mit ihrer Mutter nach Burnley. Sie studierte an der University of Westminster. Ihr Debüt gab sie 2016 in dem Kurzfilm The Party Game. Danach war sie in einer Episode in The Cry zu sehen.
Von 2018 bis 2019 spielte sie in der Serie Krypton mit. Außerdem bekam Adis 2020 in der Serie Rache ist süß eine Hauptrolle. 2021 trat sie in Foundation auf. Unter anderem setzte sie 2022 ihre Karriere in Der junge Wallander fort. Im selben Jahr wirkte Adis in The Witcher: Blood Origin mit.

## Filmografie (Auswahl)
Filme
- 2016: The Party Game
- 2019: After-Party
- 2019: Intrigo: Dear Agnes
- 2020: Die Besessenen (The Turning)
- 2023: Orchard

Serien
- 2018: The Cry
- 2018–2019: Krypton
- 2020: Rache ist süß (Get Even)
- 2021: Foundation
- 2022: Der junge Wallander
- 2022: The Witcher: Blood Origin
- 2022: Der junge Wallander (Young Wallander)
- 2022: The Witcher: Blood Origin

### Synchronsprecher
- 2020: The Complex (Stimme von Clare Mahek)